# Уильямс, Чарли (баскетболист)
Чарльз Э. «Чарли» Уильямс (англ. Charles E. "Charlie" Williams; родился 5 сентября 1943 года в Колорадо-Спрингс, Колорадо) — американский профессиональный баскетболист, выступал в Американской баскетбольной ассоциации, отыгравший шесть из девяти сезонов её существования. Чемпион АБА в сезоне 1967/1968 годов в составе команды «Питтсбург Пайперс».

## Ранние годы
Чарли Уильямс родился 5 сентября 1943 года в городе Колорадо-Спрингс (штат Колорадо), а затем переехал в город Такома (штат Вашингтон), где учился в средней школе Стэдиум, в которой играл за местную баскетбольную команду.